# Bijvoetbladgalmug
De bijvoetbladgalmug (Rhopalomyia foliorum) is een muggensoort uit de familie van de galmuggen (Cecidomyiidae). De wetenschappelijke naam van de soort is voor het eerst geldig gepubliceerd in 1850 door Hermann Loew.